# Бирилюссы
Бирилюссы — деревня в Бирилюсском районе Красноярского края России. Входит в состав Арефьевского сельсовета. Находится на правом берегу реки Чулым, примерно в 18 км к северо-северо-западу (NNW) от районного центра, села Новобирилюссы, на высоте 164 метров над уровнем моря.
До 1989 года деревня являлась административным центром Бирилюсского сельсовета.
На территории деревни находился Мелецкий острог.

## История
Указом Президиума Верховного Совета РСФСР от 8 февраля 1971 года районный центр Бирилюсского района Красноярского края перенесён из села Бирилюссы в село Новобирилюссы.
В селе с 1944 года жил в ссылке и 13 августа 1945 года скончался Василий (Преображенский), епископ Ивановский Русской православной церкви, причисленный к лику святых в чине святителя Русской православной церковью в августе 2000 года.

## Население
| 2010 |
| ---- |
| 49   |

Гендерный состав
По данным Всероссийской переписи населения 2010 года 22 мужчины и 27 женщин из 49 чел.

## Улицы
Уличная сеть деревни состоит из 11 улиц: Береговая, Заозерная, Калинина, Майская, Мельничная, Победы, Причулымская, Речная, Советская, Спортивная, Трактовая.